# Brett Gardner
Brett Michael Gardner (Holly Hill, 24 de agosto de 1983) é um beisebolista estadunidense. Jogou, de 2008 a 2021, pelo New York Yankees da Major League Baseball. Ele fez parte do time campeão da World Series de 2009 com o Yankees.